# Poison Ivy: The Secret Society
Poison Ivy: The Secret Society (no Brasil, Relação Indecente: A Sociedade Secreta) é um filme de drama erótico lançado em 2007. É a sequência da série Poison Ivy, composta por Poison Ivy (1992), Poison Ivy II: Lily (1995) e Poison Ivy: The New Seduction (1997).

## Elenco
- Shawna Waldron - Azalea Berges
- Miriam McDonald - Danielle “Daisy” Brooks
- Ryan Kennedy - Blake Graves
- Greg Evigan - Andrew Graves
- Crystal Lowe - Isabel Turner
- Andrea Whitburn - Magenta Hart
- Catherine Hicks - Elisabeth Graves